# كلير ماجي
كلير ماجي هو فلاح ومحامي وسياسي أمريكي، ولد في 31 مارس 1899 في ليفونيا في الولايات المتحدة، وتوفي في 7 أغسطس 1969 في أونيونفيل في الولايات المتحدة. نشط حزبياً في الحزب الديمقراطي. وقد انتخب عضو مجلس النواب الأمريكي ‏ وقد انضم خلال فترته النيابية (3 يناير 1949 – 3 يناير 1953) للكتلة البرلمانية الحزب الديمقراطي.